# Lammasküla
Lammasküla est un village de la Commune de Rakke du Comté de Viru-Ouest en Estonie.
Il abrite un manoir, séparé d'avec le Manoir d'Ao en 1819.
Celui-ci abritait autrefois une usine d'amidon.

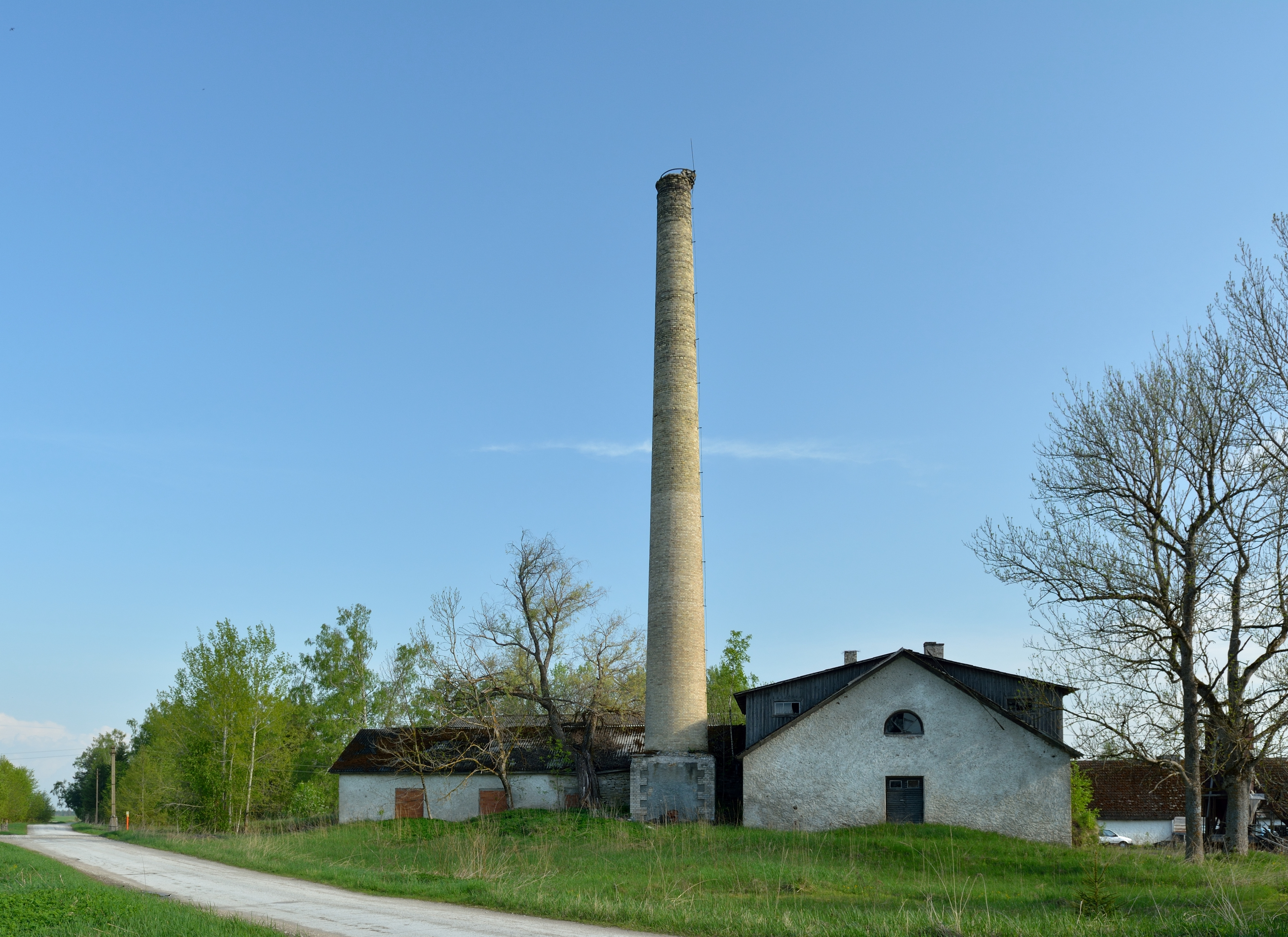
L'usine d'amidon du Manoir de Lammasküla

## Source
- (et) Cet article est partiellement ou en totalité issu de l’article de Wikipédia en estonien intitulé « Lammasküla » (voir la liste des auteurs).